# Nye Mountains
Die Nye Mountains sind eine Gruppe von Bergen und Nunatakkern im ostantarktischen Enderbyland. Sie verteilen sich östlich des Kopfendes des Rayner-Gletschers über eine Länge von 50 km und eine Breite von 16 bis 24 km. Zu ihnen gehören der Alderdice Peak, die Amphitheatre Peaks, Mount Boda, Mount Denholm, Mount Flett, die Greenall-Nunatakker, die Gory Kartografov, der Knipowitsch-Nunatak, die Krasin-Nunatakker, der Krasnaja-Nunatak, Mount Marriner, die Papanin-Nunatakker, Mount Robinson, der Trubjattschinski-Nunatak, Gora Utrennjaja, Mount Underwood und die Ward-Nunatakker.
Entdeckt wurden sie von Douglas Walter Leckie (* 1920), Flugstaffelführer der Royal Australian Air Force, bei einem Überflug im Oktober 1956 im Rahmen der Australian National Antarctic Research Expeditions. Das Antarctic Names Committee of Australia (ANCA) benannte das Gebirge nach dem australischen Geologen Percival Bartlett Nye (1893–1985), Leiter des Bureau of Mineral Resources des Australian Department of National Development von 1951 bis 1958.